# Polska na Letnich Igrzyskach Paraolimpijskich 1976
Letnie Igrzyska Paraolimpijskie 1976 były drugimi w historii w których startowali Polacy. W sumie wystartowało 36 Polaków (23 mężczyzn i 13 kobiet). W klasyfikacji medalowej reprezentacja Polski uplasowała się na wysokim 7 miejscu. Ze względu na udział w igrzyskach paraolimpijskich sportowców z RPA, gdzie wówczas panowała polityka apartheidu reprezentacja Polski podobnie jak kilka innych po 4 dniach zawodów wycofała się na znak protestu z dalszego udziału w Igrzyskach. Z tego powodu reprezentanci Polski nie wystartowali we wszystkich zaplanowanych konkurencjach bądź ich nie ukończyli. Ostatnim reprezentantem Polski który zdążył wziąć udział w Igrzyskach przed ich bojkotem był sztangista Wiesław Tyborowski.

## Opis
Reprezentanci Polski startowali w 3 dyscyplinach i w 74 konkurencjach. Zdobyli  w sumie 54 medale (24 złote, 18 srebrnych i 12 brązowych). Najwięcej złotych medali (4) zdobył pływak Grzegorz Biela. Także on zdobył w sumie najwięcej medali (5) – cztery złote i 1 brązowy.

## Zdobyte medale

### Złote
1. Irena Bąk-Prokopiuk – Bieg na 60 m (A)
2. Irena Bąk-Prokopiuk – Pchnięcie kulą (A)
3. Barbara Bedła-Tomaszewska – Pięciobój lekkoatletyczny (D1)
4. Grzegorz Biela – 100 m stylem klasycznym (C)
5. Grzegorz Biela – 100 m stylem motylkowym (C)
6. Grzegorz Biela – 100 m stylem dowolnym (C)
7. Grzegorz Biela – 4x50 m (200 m) stylem zmiennym (C)
8. Jan Brzegowski – Rzut dyskiem (B)
9. Stefania Chwedoruk – Skok w dal (D)
10. Stefania Chwedoruk – Pięciobój lekkoatletyczny (D)
11. Andrzej Kietliński – 3x50 m (150 m) stylem zmiennym (4)
12. Ryszard Kożuch – Bieg na 60 m (A)
13. Ryszard Kożuch – Pięciobój lekkoatletyczny (A)
14. Jan Krauz – Skok w dal (E)
15. Bożena Kwiatkowska – Rzut dyskiem (B)
16. Ryszard Machowczyk – 3x50 m (150 m) stylem zmiennym (5)
17. Krystyna Owczarczyk – Rzut dyskiem (2)
18. Andrzej Pawlik – Pięciobój lekkoatletyczny (B)
19. Grażyna Haffke-Stępień – 50 m stylem klasycznym (4)
20. Grażyna Haffke-Stępień – 50 m stylem dowolnym (4)
21. Grażyna Haffke-Stępień – 3x50 m (150 m) stylem zmiennym (4)
22. Helena Zajączkowska-Kociołek – 100 m stylem motylkowym (B)
23. Helena Zajączkowska-Kociołek – 100 m stylem dowolnym (B)
24. Sztafeta 3x100 m zmiennym (open) – (Andrzej Kietliński, Mirosław Owczarek, Ryszard Machowczyk)

### Srebrne
1. Andrzej Kietliński – 50 m stylem klasycznym (4)
2. Konrad Kołbik – 50 m stylem klasycznym (F)
3. Konrad Kołbik – 3x50 m (150 m) stylem zmiennym (F)
4. Barbara Kopycka – 100 m stylem klasycznym (6)
5. Barbara Kopycka – 3x50 m (150 m) stylem zmiennym (6)
6. Bożena Kwiatkowska – Pchnięcie kulą (B)
7. Renata Mathiesen-Jacobs – 100 m stylem dowolnym (5)
8. Renata Mathiesen-Jacobs – 3x50 m (150 m) stylem zmiennym (5)
9. Wojciech Monterial – 100 m stylem klasycznym (5)
10. Mirosław Owczarek – 50 m stylem klasycznym (3)
11. Henryk Piątkowski – Pięciobój lekkoatletyczny (C1)
12. Anna Pogorzelska-Hillebrandt – 50 m stylem dowolnym (3)
13. Roman Reszczyński – 100 m stylem motylkowym (B)
14. Lidia Rothe – 100 m stylem klasycznym (5)
15. Krystyna Sikorska-Majewska – 100 m stylem motylkowym (D)
16. Sztafeta 3x50 m stylem zmiennym (2-4) – (Mirosław Owczarek, Andrzej Kietliński, Mirosław Nowakowski)
17. Sztafeta 3x100 m stylem zmiennym (open) – (Barbara Kopycka, Renata Mathiesen-Jacobs, Lidia Rothe)
18. Sztafeta 3x50 m stylem zmiennym (2-4) (Elżbieta Mączka, Anna Pogorzelska-Hillebrandt, Grażyna Haffke-Stępień) – 2.miejsce

### Brązowe
1. Grzegorz Biela – 100 m stylem grzbietowym (C)
2. Konrad Kołbik – 50 m stylem grzbietowym (F)
3. Konrad Kołbik – 50 m stylem dowolnym (F)
4. Ryszard Machowczyk – 100 m stylem klasycznym (5)
5. Renata Mathiesen-Jacobs – 100 m stylem klasycznym (5)
6. Tadeusz Milewski – Rzut dyskiem (A)
7. Krystyna Owczarczyk – Pchnięcie kulą (2)
8. Andrzej Pawlik – Pchnięcie kulą (B)
9. Anna Pogorzelska-Hillebrandt – 50 m stylem klasycznym (3)
10. Lidia Rothe – 100 m stylem dowolnym (5)
11. Krystyna Sikorska-Majewska – 100 m stylem dowolnym (D)
12. Krystyna Sikorska-Majewska – 4x50 m (200 m) stylem zmiennym (D)

## Występy Polaków

### Lekkoatletyka

#### Kobiety
Irena Bąk-Prokopiuk
- Bieg 60 m (A) – 1.miejsce
- Pchnięcie kulą (A) – 1.miejsce

Barbara Bedła-Tomaszewska
- Pięciobój lekkoatletyczny (D1) – 1.miejsce

Stefania Chwedoruk
- Skok w dal (D) – 1.miejsce
- Pięciobój lekkoatletyczny (D) – 1.miejsce

Bożena Kwiatkowska
- Bieg na 100 m (B) – nie wystartowała w finale, eliminacje wygrała
- Rzut dyskiem (B) – 1.miejsce
- Pchnięcie kulą (B) – 2.miejsce

Krystyna Owczarczyk
- Bieg na 60 m (2) – 6.miejsce
- Rzut dyskiem (2) – 1.miejsce
- Pchnięcie kulą (2) – 3.miejsce

#### Mężczyźni
Jan Brzegowski
- Rzut dyskiem (B) – 1.miejsce
- Pięciobój lekkoatletyczny (B) – 5.miejsce
- Pchnięcie kulą (B) – 5.miejsce

Jacek Kowalik
- Bieg 100 m (5) – 25.miejsce
- Rzut dyskiem (5) – 5.miejsce
- Pięciobój lekkoatletyczny (5) – 4.miejsce (nie wystartował we wszystkich konkurencjach)
- Pchnięcie kulą (5) – 5.miejsce

Ryszard Kożuch
- Bieg 60 m (A) – 1.miejsce
- Rzut dyskiem (A) – dyskwalifikacja
- Pięciobój lekkoatletyczny (A) – 1.miejsce
- Pchnięcie kulą (A) – 11.miejsce

Jan Krauz
- Skok w dal (E) – 1.miejsce

Ryszard Lis
- Bieg na 60 m (A) – 11.miejsce
- Pięciobój lekkoatletyczny (A) – 13.miejsce
- Pchnięcie kulą (A) – 8.miejsce

Tadeusz Milewski
- Rzut dyskiem (A) – 3.miejsce
- Pięciobój lekkoatletyczny (A) – 5.miejsce
- Pchnięcie kulą (A) – 10.miejsce

Zbigniew Nastaj
- Bieg na 60 m (A) – 11.miejsce
- Rzut dyskiem (A) – 6.miejsce

Krzysztof Paruzel
- Pięciobój lekkoatletyczny (C1) – 7.miejsce

Andrzej Pawlik
- Rzut dyskiem (B) – 8.miejsce
- Pięciobój lekkoatletyczny (B) – 1.miejsce
- Pchnięcie kulą (B) – 3.miejsce

Henryk Piątkowski
- Pięciobój lekkoatletyczny (C1) – 2.miejsce

Maciej Pomierny
- Bieg na 100 m (2) – 14.miejsce
- Rzut dyskiem (2) – 5.miejsce
- Pięciobój lekkoatletyczny (2) – 7.miejsce
- Pchnięcie kulą (2) – 11.miejsce

Aleksander Popławski
- Skok  w dal (D) – 10.miejsce
- Pięciobój lekkoatletyczny (D) – 5.miejsce

Tadeusz Zajączkowski
- Skok w dal (C) – 5.miejsce
- Pięciobój lekkoatletyczny (C) – dyskwalifikacja

### Pływanie

#### Kobiety
Barbara Kopycka
- 100 m stylem klasycznym (6) – 2.miejsce
- 3x50 m (150 m) stylem zmiennym (6) – 2.miejsce

Renata Mathiesen-Jacobs
- 100 m stylem klasycznym (5) – 3.miejsce
- 100 m stylem dowolnym (5) – 2.miejsce
- 3x50 m (150 m) stylem zmiennym (5) – 2.miejsce

Anna Pogorzelska-Hillebrandt
- 50 m stylem klasycznym (3) – 3.miejsce
- 50 m stylem dowolnym (3) – 2.miejsce

Lidia Rothe
- 100 m stylem klasycznym (5) – 2.miejsce
- 100 m stylem dowolnym (5) – 3.miejsce
- 3x50 m (150 m) stylem zmiennym (5) – 4.miejsce

Krystyna Sikorska-Majewska
- 100 m stylem grzbietowym (D) – 4.miejsce
- 100 m stylem klasycznym (D) – 4.miejsce
- 100 m stylem motylkowym (D) – 2.miejsce
- 100 m stylem dowolnym (D)  – 2.miejsce
- 4x50 m (200 m) stylem zmiennym (D) – 3.miejsce

Grażyna Haffke-Stepień
- 50 m stylem klasycznym (4) – 1.miejsce
- 50 m stylem dowolnym (4) – 1.miejsce
- 3x50 m (150 m) stylem zmiennym (4) – 1.miejsce

Helena Zajączkowska-Kociołek
- 100 m stylem motylkowym (B) – 1.miejsce
- 100 m stylem dowolnym (B) – 1.miejsce

SZTAFETY:
- Sztafeta 3x100 m stylem zmiennym (open) (Barbara Kopycka, Renata Mathiesen-Jacobs, Lidia Rothe) – 2.miejsce
- Sztafeta 3x50 m stylem zmiennym (2-4) (Elżbieta Mączka, Anna Pogorzelska-Hillebrandt, Grażyna Haffke-Stępień) – 2.miejsce[1]

#### Mężczyźni
Grzegorz Biela
- 100 m stylem grzbietowym (C) – 3.miejsce
- 100 m stylem klasycznym (C) – 1.miejsce
- 100 m stylem motylkowym (C) – 1.miejsce
- 100 m stylem dowolnym (C) – 1.miejsce
- 4x50 m (200 m) stylem zmiennym (C) – 1.miejsce

Andrzej Kietliński
- 50 m stylem klasycznym (4) – 2.miejsce
- 50 m stylem dowolnym (4) – 8.miejsce
- 3x50 m (150 m) stylem zmiennym (4) – 1.miejsce

Konrad Kołbik
- 50 m stylem grzbietowym (F) – 3.miejsce
- 50 m stylem klasycznym (F) – 2.miejsce
- 50 m stylem dowolnym (F) – 3.miejsce
- 3x50 m (150 m) stylem zmiennym (F) – 2.miejsce

Ryszard Machowczyk
- 100 m stylem klasycznym (5) – 3.miejsce
- 100 m stylem dowolnym (5) – nie wystartował w finale, w eliminacjach zajął 4 miejsce
- 3x50 m (150 m) stylem zmiennym (5) – 1.miejsce

Wojciech Monterial
- 100 m stylem klasycznym (5) – 2.miejsce
- 100 m stylem dowolnym (5) – 9.miejsce
- 3x50 m (150 m) stylem zmiennym (5) – 4.miejsce

Mirosław Owczarek
- 50 m stylem klasycznym (3) – 2.miejsce
- 50 m stylem dowolnym (3) – dyskwalifikacja

Adam Pielak
- 50 m stylem klasycznym (4) – 12.miejsce
- 50 m stylem dowolnym (4) – 6.miejsce
- 3x50 m (150 m) stylem zmiennym (4) – 4.miejsce

Roman Reszczyński
- 100 m stylem motylkowym (B) – 2.miejsce
- 100 m stylem dowolnym (B) – 10.miejsce

SZTAFETY:
- Sztafeta 3x100 m stylem zmiennym (open) (Andrzej Kietliński, Mirosław Owczarek, Ryszard Machowczyk) – 1.miejsce
- Sztafeta 3x50 m stylem zmiennym (2-4) (Mirosław Owczarek, Andrzej Kietliński, Mirosław Nowakowski) – 2.miejsce

### Podnoszenie ciężarów
Wiesław Tyborowski
- Waga piórkowa – 5.miejsce